# Chiesa dei Santi Fabiano e Sebastiano (Castel Ivano)
La chiesa dei Santi Fabiano e Sebastiano è la parrocchiale di Villa, frazione di Castel Ivano in Trentino. Appartiene alla zona pastorale Valsugana - Primiero dell'arcidiocesi di Trento e risale al XVI secolo. Conserva affreschi degli anni venti di Luigi Bonazza.

## Storia
La prima citazione su un documento relativa ad un luogo di culto a Villa risale al 1533 ed è contenuta negli atti di una visita pastorale compiuta in quell'anno.

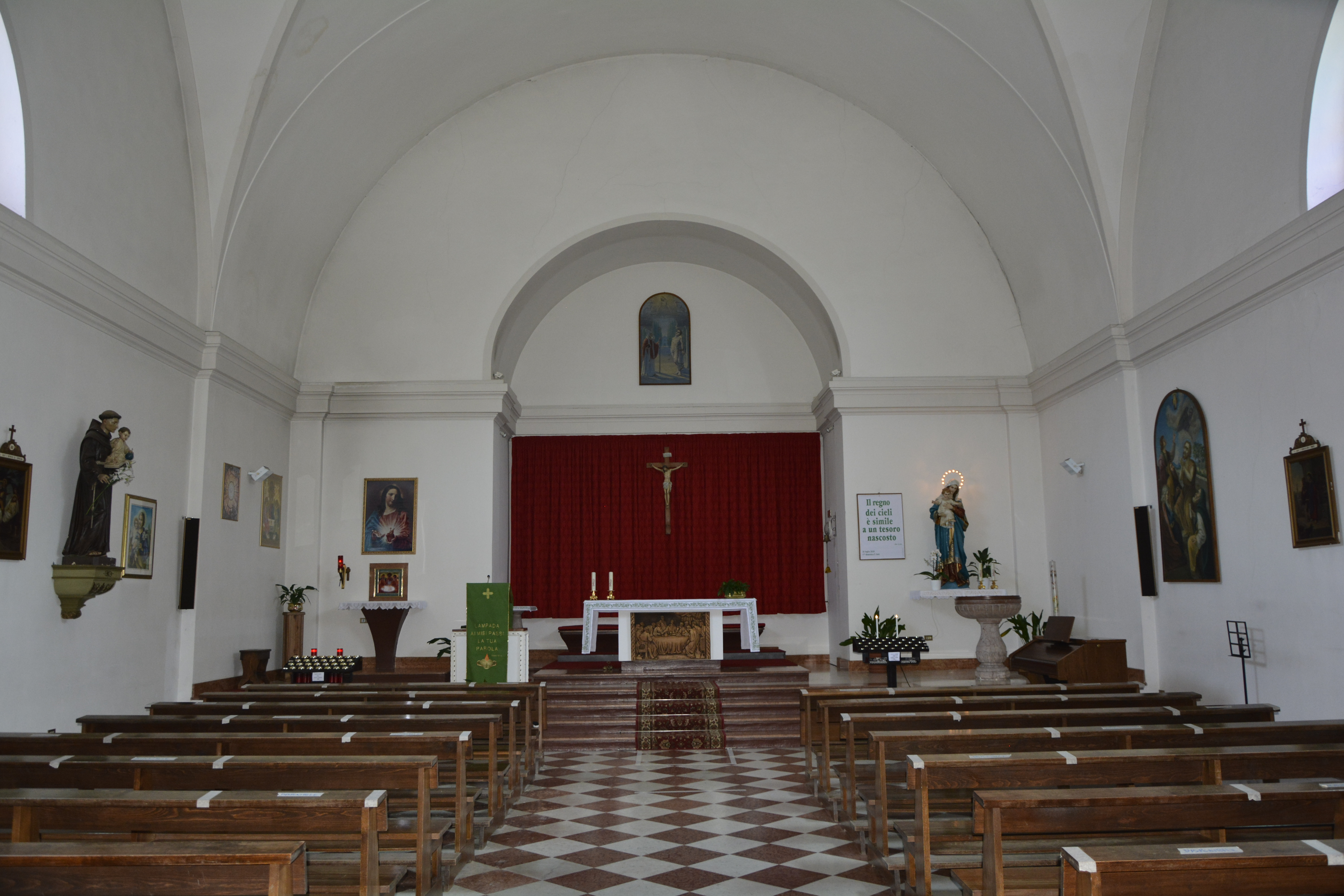
Navata della chiesa dei Santi Fabiano e Sebastiano

Nel 1633 il torrente Chieppena, durante una sua piena, invase l'abitato provocando distruzioni e danneggiò anche la cappella preesistente in modo grave. Venne decisa quindi la sua demolizione per erigere, al suo posto, una nuova chiesa di maggiori dimensioni e più rispondente alle esigenze dei fedeli. Sia la chiesa sia la torre campanaria vennero ultimate nel 1667.
La chiesa venne elevata ad espositura, sussidiaria della chiesa dell'Immacolata di Strigno nel 1770. Pochi anni dopo, nel 1786 il territorio entrò a far parte della diocesi di Trento lasciando quella di Feltre.
Attorno alla metà del XIX secolo la chiesa venne riedificata ed ampliata e gli interni vennero affrescati solo durante gli anni venti del secolo successivo dall'arcense Luigi Bonazza.
Ottenne dignità parrocchiale nel 1959.
Durante il 1966 il torrente Chieppena, in due successive ondate di piena, travolse e distrusse quasi tutti gli edifici che incontrò nel suo percorso, compresa la chiesa. La tragedia fu enorme, e provocò anche una vittima. Dopo l'alluvione si recarono sul posto, in visita, il presidente della Repubblica Giuseppe Saragat e Aldo Moro, presidente del Consiglio.
I danni all'edificio furono disastrosi e le opere di Bonazza andarono quasi tutte perdute. La chiesa venne ricostruita con una parte presbiteriale leggermente ridotta rispetto alla precedente, anche per effetto dell'adeguamento liturgico che venne attuato. Andarono perduti in modo definitivo non solo le opere affrescate ma anche due altari.